# Concilio de Arlés (314)
El Concilio de Arlés de 314, organizado por el emperador Constantino I después de un primer concilio celebrado en Roma en el 313, reafirma la condena del donatismo. Reúne a 16 obispos, algunos de ellos de regiones lejanas, Inglaterra, Galicia o Alemania. Es el primer concilio de Arlés

## El concilio

### El contexto
Habiendo sido reconocida la libertad de culto y acabada oficialmente la persecución a la religión cristiana por el Edicto de Milán de 313, el obispo Osio de Córdoba valiéndose de su influencia y del poder de Constantino I, actúa como verdadero jefe de la Iglesia, y organiza en Arlés, el 1 de agosto de 314, el concilio más importante que se haya reunido hasta entonces para condenar el donatismo. Este concilio probablemente tiene lugar en la iglesia construida en el sitio de un antiguo templo dedicado a Bona Dea y desde entonces se ha convertido en Notre-Dame-la-Major. El Papa Silvestre no será convocado ni estará representado ni presente en el concilio, si bien el concilio reconoce la autoridad papal pidiendo que ratifique las decisiones.

### Las disposiciones
Este concilio y sus 22 cánones condenan el donatismo. Los Padres conciliares, aunque lamentan la "ausencia" del Papa Silvestre, consideran útil informarle de las numerosas decisiones que han tomado y pedirle que ratifique todo, aunque en este caso no participe en los debates.
Entre otras medidas adoptadas, el concilio reconoce el servicio armado como un deber de los cristianos (can. 3) e intenta fijar una fecha oficial de Pascua común a todos los cristianos. Admite la validez del bautismo administrado por un pagano (can. 9), que será confirmado en 1439 por el Concilio de Florencia y lanza una firme condena a los clérigos que mantienen relaciones con mujeres. También recuerda que los diáconos no pueden ofrecer la Eucaristía (can. 15) y que deben a los presbíteros el honor que les corresponde (can. 18). También toma otras medidas relativas al matrimonio cristiano y la consagración de obispos.

### Los participantes
Este concilio reunió a 16 obispos galo-romanos (de un total de 30 en la Galia), incluidos los de:
- Dioecesis Massiliensis: obispo Oresius y lector Nazareus;[3]
- Dioecesis Arelatensis: obispo Marinus, presbítero Salamas y diáconos Nicasius, Afer, Vrsinus y Petrus;
- Dioecesis Viennensis: obispo Verus y exorcista Beclas;[4]
- Dioecesis Vasionensis: obispo Dafnus/Dafenus y exorcista Victor;
- Dioecesis Arausiensis: presbítero Faustinus;
- Dioecesis Nicensis: diácono Innocentius y exorcista Agapitus;
- Dioecesis Aptensis: presbítero Romanus y exorcista Victor;
- Dioecesis Remensis: obispo Ambitausus/Imbetausus/Inbetausius y diácono Primigenius;
- Dioecesis Rothomagensis: obispo Avitianus/Ausanius y diácono Nicetius;
- Dioecesis Augustodunensis: obispo Reticius, presbítero Amandus y diácono Felomasius;
- Dioecesis Lugdunensis: obispo Vocius/Vosius y exorcista Getullin/Petulinus;
- Dioecesis Agrippinensis: obispo Maternus y diácono Macrinus;
- Dioecesis Burdigalensis: obispo Orientalis y diácono Flauius;
- Dioecesis Trevirensis: obispo Acratius/Agraetius/Agrucius y exorcista Felix;
- Dioecesis Elusensis: obispo Mamertinus y diácono Leontius;
- Dioecesis Aquileiensis: Theodorus;
- Dioecesis Capuensis: el obispo Proterius;
- Dioecesis Tarraconensis: el prebítero Probatianus/Probatius;
- Dioecesis Carthaginensis: Caecilianus;
- Dioecesis Portuensis: Gregorius;
- Dioecesis Mediolanensis: Merocles;
- Dioecesis Caesariensis in Mauretania: el obispo Fortunatus;
- Dioecesis Beneventensis: Aristasius/Anastasius;
- Dioecesis Utinensis: Lampadius;
- Dioecesis Verensis: Vitalis;
- Dioecesis Emeritensis: Liberius;
- Dioecesis Uticensis: Victor;
- Dioecesis Centumcellensis: Epictetus;
- Dioecesis Eboracensis: Hibernius/Eborius;
- Dioecesis Calaritana: Quintasius;
- Ursolensium: presbítero Natalis;
- Pocofeltis: obispo Surgentius;
- Bastigensium: presbítero Termatius;
- Arpitania: Pardus;
- Colonia Londinensium: Adelfius;
- Londinensium: Restitutus;
- Thuburbitanorum: Faustus;
- Legisvolumini: Victor;
- Syracusa: Crescens/Chresto;
- Gabalum: diácono Genialis.